# テフロ石
テフロ石または灰色マンガン石、マンガン橄欖石(Tephroite)は、化学式Mn2SiO4のカンラン石である。テフロ石とそのアナログである鉄橄欖石及び苦土橄欖石の間には、一連の固溶体が存在する。2価鉄またはマグネシウムは、カンラン石結晶構造中のマンガンと容易に置換しうると考えられる。
アメリカ合衆国ニュージャージー州フランクリンにあるスターリング・ヒル鉱山で産出したものが初めて記載された。鉄-マンガン鉱床やスカルンで発生する。また、マンガン含有量の高い堆積物の変成作用でも生じる。共生鉱物としては、紅亜鉛鉱、珪亜鉛鉱、フランクリン鉄鉱、ばら輝石、ヤコブス鉱、透輝石、ゲージ石、バスタム石、マンガン方解石、灰マンガン橄欖石、方解石、バナルシ石及びアレガニー石がある。イングランドやスウェーデンでも見られる。
硬度は6、比重は約4.1であり、非金属鉱物としては重い。名前は、その色から、古代ギリシャ語で「灰色」を意味するtephrosという言葉に由来する。オリーブ色、緑青色、ピンク色、茶色のものもある。